# Spencer (película)
Spencer es una película biográfica de drama dirigida por Pablo Larraín y escrita por Steven Knight. Narra un relato ficticio de las decisiones que llevaron a Diana, princesa de Gales a terminar su matrimonio con el príncipe Carlos de Gales y renunciar a la familia real británica. La película es protagonizada por Kristen Stewart como Diana, con Timothy Spall, Jack Farthing, Sean Harris y Sally Hawkins conformando el resto del elenco principal. 
La película tuvo una recepción crítica favorable, con reseñas que elogiaron la actuación de Stewart, la cinematografía, el vestuario y maquillaje. En Rotten Tomatoes tuvo un índice de aprobación del 85 %, mientras que en Metacritic sumó 78 puntos de 100.
Spencer se estrenó el 3 de septiembre de 2021 en el Festival Internacional de Cine de Venecia y posteriormente en cines el 5 de noviembre de 2021 bajo la distribución de Neon. La película recaudó $23,585,741 millones de dólares en todo el mundo y recibió críticas generalmente positivas de los críticos, con la actuación de Stewart obteniendo aclamación generalizada. Por su interpretación de Diana, Stewart fue candidata al Globo de Oro, al Premio de la Crítica Cinematográfica como Mejor Actriz, y en la 94.ª edición de los Premios Óscar.

## Argumento
En diciembre de 1991, la familia real británica se prepara para pasar las vacaciones de Navidad en la residencia de campo de Sandringham House, propiedad de la reina ubicada en Norfolk. Entre los asistentes se encuentra Diana, princesa de Gales, cuyo matrimonio con el príncipe Carlos se ha vuelto tenso debido al romance de éste con Camilla Parker-Bowles. Mientras el considerable personal de Sandringham House, dirigido por el competente mayor Alistair Gregory, se prepara para la llegada de la realeza, Diana conduce por la campiña de Norfolk. Al borde de una avería, evita dirigirse a Sandringham hasta encontrarse con el jefe de cocina real, Darren McGrady. Ella señala que la finca vecina abandonada hace mucho tiempo, Park House, solía ser el hogar de su infancia.
Diana llega a una recepción apática en Nochebuena. Sus hijos Guillermo y Enrique están emocionados de verla, pero ella no intenta socializar con la familia real, que en su mayoría la ignora. La única amiga de Diana en la finca es la tocadora real, Maggie, quien la anima a combatir de inmediato a la familia real y cumplir con las obligaciones que se esperan de ella. Diana encuentra un libro sobre Ana Bolena en su habitación asignada. Ella comienza a tener sueños sobre Bolena (incluida una alucinación de ella en una cena de Nochebuena en la que se imagina destruyendo un collar de perlas que le dio Carlos y comiéndose las perlas en la sopa), y finalmente llega a creer que el fantasma de Bolena la persigue en su capacidad como compañera. Diana intenta visitar la casa de su infancia, pero los guardias reales la detienen, quienes inicialmente la confunden con un intruso.
El día de Navidad, Diana asiste al servicio en la iglesia de Santa María Magdalena, en Sandringham, donde ve a Camilla entre la multitud reunida y es fotografiada por cientos de periodistas intrusivos. Mantiene una conversación difícil con Carlos, quien rechaza su preocupación por la participación de Guillermo y Enrique en una cacería de faisán al día siguiente y le aconseja que desarrolle un sentido más fuerte de separación entre su vida pública y privada. Carlos hace arreglos privados para que Maggie sea enviada a Londres y difunde rumores de que ella había plantado el libro de Bolena en la habitación de Diana y había hecho comentarios críticos sobre su salud mental; McGrady niega haberlo hecho cuando Diana lo interroga. El mayor Gregory intenta animar a Diana a adaptarse a las presiones de la vida real recordándole que los soldados del ejército británico mueren intentando proteger los intereses de la Corona (por extensión, sus intereses); Diana responde diciendo que nunca le pidió a nadie que muriera por ella. Después de imaginarse lastimándose con un par de cortadores de alambre que le dio McGrady, Diana evita la cena formal del día de Navidad, en lugar de eso, corre a la casa de su infancia y accede a ella con los cortadores de alambre. Los recuerdos de su infancia más feliz se apoderan de ella, y baila de habitación en habitación mientras se imagina a su yo más joven. Considera suicidarse tirándose por un tramo de escaleras, pero la alucinación de Bolena la detiene. En cambio, ella rasga su collar de perlas.
El 26 de diciembre, durante la celebración del Boxing Day, Diana se despierta en su habitación y descubre que Maggie ha sido llamada desde Londres. Las dos caminan hacia una playa cercana, donde Diana habla sobre sus problemas mentales y maritales. Maggie responde admitiendo que está enamorada de Diana. Después de salir de la playa, Diana se apresura hacia donde los hombres de la realeza están cazando faisanes y se detiene frente a ellos, imitando los movimientos de los pájaros. Ella le dice a Carlos que dejará el séquito real y se llevará a Guillermo y Enrique a Londres, un arreglo al que Carlos accede vacilante. Diana se despide de Maggie y McGrady; el mayor Gregory devuelve el libro sobre Ana Bolena a la biblioteca. Mientras se alejan, Diana y sus hijos cantan la canción «All I Need Is a Miracle», de Mike and the Mechanics. En la distancia, se ve un espantapájaros que Diana había creado cuando era más joven, ahora adornado con ropa de su temprana edad adulta. Diana conduce a Londres, donde comienza el proceso de criar a sus hijos de forma independiente. Mira hacia el río Támesis, insegura de su futuro, pero ya no agobiada por la memoria o la responsabilidad real.

## Reparto
- Kristen Stewart como Diana, princesa de Gales (Spencer de soltera).[3]
  - Kimia Schmidt como Diana de 9 años
  - Greta Bücker como Diana en la adolescencia tardía
- Timothy Spall como Escudero mayor Alistair Gregory (basado en David Walker).
- Jack Farthing como Carlos, príncipe de Gales.
- Sean Harris como Darren McGrady, jefe de cocina real
- Sally Hawkins como Maggie, la tocadora real
- Jack Nielen como Príncipe Guillermo.
- Freddie Spry como Príncipe Enrique.
- Stella Gonet como Reina Isabel II.
- Richard Sammel como Príncipe Felipe, duque de Edimburgo.
- Elizabeth Berrington como Ana, princesa real.
- Amy Manson como Ana Bolena.
- James Harkness como lacayo Paul
- John Keogh como Michael.
- Ben Plunkett-Reynolds como el lacayo Brian.
- Ryan Wichert como Sargento Wood.
- Thomas Douglas como John Spencer.
- Emma Darwall-Smith como Camilla Parker Bowles.
- Niklas Kohrt como Príncipe Andrés, duque de York.
- Olga Hellsing como Sarah, duquesa de York.
- Mathias Wolkowski como Príncipe Eduardo.
- Oriana Gordon como Lady Sarah Armstrong-Jones.

## Producción
El 17 de junio de 2020, Deadline Hollywood reportó que Pablo Larraín dirigiría Spencer, una película basada en la vida de Diana de Gales, con Kristen Stewart como protagonista. Una semana después, la compañía Neon compró los derechos de distribución de la cinta por una suma de 4 millones de dólares. Por su parte, STX Entertainment y DCM Film Distribution se encargaron de la distribución de la película en el Reino Unido y Alemania.
El rodaje comenzó en el Schlosshotel Kronberg, Alemania, en enero de 2021 con Timothy Spall, Sally Hawkins y Sean Harris uniéndose al elenco. Posteriormente, la producción se trasladó a otros lugares como Schloss Marquardt en Marquardt, al norte de la ciudad de Potsdam, y el Palacio de Nordkirchen. El 25 de marzo de 2021, la producción continuó en el Reino Unido, donde Jack Farthing se incorporó al elenco. La filmación culminó oficialmente el 27 de abril de 2021.

### Música
El músico Jonny Greenwood fue el encargado de componer la banda sonora. La partitura fue publicada por Mercury KX el 12 de noviembre de 2021. Escribiendo para el sitio web, You Discover Music, Sharon Kelly describió la banda sonora diciendo: «La música de género de Jonny Greenwood para la banda sonora de Spencer combina jazz libre y barroco clásico y sigue las aclamadas partituras cinematográficas del compositor ganador de premios por Phantom Thread, There Will Be Blood y Norwegian Wood».

## Estreno
Spencer se estrenó el 3 de septiembre de 2021 en el Festival Internacional de Cine de Venecia. También se proyectó en el Festival de Cine de Telluride y en el Festival Internacional de Cine de Toronto en septiembre del mismo año. Además, se proyectó en Festival de Cine de Londres, en el Festival de Cine de Filadelfia, en el Festival Internacional de Cine de San Diego y en el Festival de Cine de Zúrich. La película fue estrenada el 5 de noviembre de 2021 en los cines de Estados Unidos, bajo la distribución de Topic Studios, y del Reino Unido bajo la distribución de STXfilms; en el resto del mundo tuvo un estreno escalonado a partir de dicha fecha bajo la distribución de Neon.

## Recepción

### Taquilla
En los Estados Unidos y Canadá, la película recaudó $2.1 millones de dólares en 996 salas de cine en su primer fin de semana. Se informó que las audiencias eran 62% mujeres, 85% mayores de 25 años, 70% caucásicos, 15% latinos e hispanos, 12% asiáticos u otros y 3% afroamericanos. Proyectada en 1.265 salas de cine en su segundo fin de semana en Norteamérica, la película recaudó $1.53 millones de dólares.
Al 27 de enero de 2022, Spencer había recaudado $7.1 millones de dólares en los Estados Unidos y Canadá, y $14.4 millones en otros territorios, para un total mundial de $21.5 millones de dólares.

### Respuesta crítica

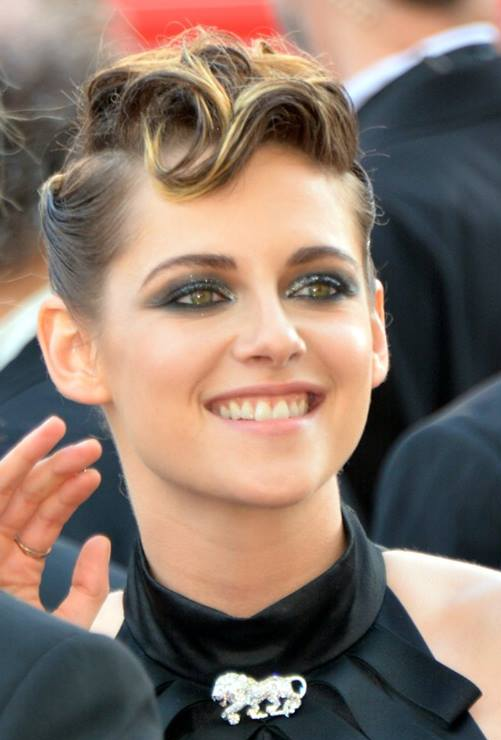
La interpretación de Kristen Stewart de Diana, princesa de Gales obtuvo elogios generalizados de la crítica, y tuvo una candidatura al Premio Óscar a la Mejor actriz.

Tras el lanzamiento del teaser tráiler, Forbes informó que el papel «empuja» a Stewart «a la carrera por los Óscar» por el premio a la Mejor actriz. Después del estreno mundial de la película, Variety también declaró: «Ya se ha hablado mucho en Venecia de que el papel probablemente le supondrá a Stewart su primera candidatura al Óscar». La película recibió una ovación de tres minutos en su estreno mundial, y los críticos elogiaron la interpretación de Stewart como Diana.
En el sitio agregador de reseñas Rotten Tomatoes logró un índice de aprobación del 84% en base a 233 críticas con reseñas positivas, logrando una calificación promedio de 7.6/10. El consenso de los críticos del sitio web dice: «Spencer puede frustrarse con su descripción idiosincrásica de la vida de su personaje principal, pero la actuación finamente modulada de Kristen Stewart ancla los vuelos de fantasía de la película». En el sitio web Metacritic, tuvo una puntuación ponderada de 76 sobre 100, basada en 52 críticas profesionales, lo que indica «exámenes generalmente favorables».
David Rooney de The Hollywood Reporter declaró que la película «descansa sobre los hombros de Stewart y ella se compromete tanto con los excesos un poco locos de la película como con sus momentos de delicada iluminación» y escribió que «[no] todo aterriza en Spencer, y a menudo me preguntaba por qué la película estaba tan decidida a contradecir las convenciones que alienarían a su audiencia. Pero cuenta una historia triste que todos creemos conocer bajo una luz nueva y genuinamente perturbadora». Reseñando la película para The Daily Telegraph, Robbie Collin escribió: «Stewart, de 31 años, que recibirá un premio instantáneo y justificable por esto, navega por este peligroso terreno con total dominio, logrando la voz y los gestos correctos, pero mejorando todo un poco, para inclinarse mejor en los giros melodramáticos, paranoicos y absurdos de la película». Comparando la película con la cinta biográfica de Jacqueline Kennedy, Jackie (2016), también dirigida por Larraín, Pete Hammond de Deadline Hollywood afirmó que «Spencer es otra cosa de hecho, casi se desarrolla de una manera dramática convencional, un enfoque más accesible en algunos aspectos, pero también más ambicioso, ya que es directamente desde el punto de vista de su personaje principal, llamado intencionalmente Spencer para asegurarnos que la persona que una vez fue está en camino de encontrar ese espíritu muy perdido nuevamente antes de que sea demasiado tarde».

### Premios y candidaturas
| Premio                                                            | Fecha de la ceremonia    | Categoría                                      | Receptor(es)                                                   | Resultado   | Ref(s)        |
| ----------------------------------------------------------------- | ------------------------ | ---------------------------------------------- | -------------------------------------------------------------- | ----------- | ------------- |
| Festival Internacional de Cine de Venecia                         | 11 de septiembre de 2021 | León de Oro                                    | Pablo Larraín                                                  | Candidato   | [ 38 ]        |
| Festival de cine de Gante                                         | 12–23 de octubre de 2021 | Selección oficial                              | Spencer                                                        | Candidata   | [ 39 ]        |
| Premios Hamilton Behind the Camera                                | 13 de noviembre de 2021  | Premio Director                                | Pablo Larraín                                                  | Ganador     | [ 40 ]        |
| Premios Sunset Circle                                             | 2 de diciembre de 2021   | Mejor película                                 | Spencer                                                        | Candidata   | [ 41 ]        |
| Premios Sunset Circle                                             | 2 de diciembre de 2021   | Mejor director                                 | Pablo Larraín                                                  | Subcampeón  | [ 41 ]        |
| Premios Sunset Circle                                             | 2 de diciembre de 2021   | Mejor actriz                                   | Kristen Stewart                                                | Ganadora    | [ 41 ]        |
| Premios Sunset Circle                                             | 2 de diciembre de 2021   | Mejor guion                                    | Steven Knight                                                  | Candidata   | [ 41 ]        |
| Premios Sunset Circle                                             | 2 de diciembre de 2021   | Mejor Banda Sonora original                    | Jonny Greenwood                                                | Subcampeón  | [ 41 ]        |
| Premios Sunset Circle                                             | 2 de diciembre de 2021   | Mejor fotografía                               | Claire Mathon                                                  | Subcampeón  | [ 41 ]        |
| Asociación de Críticos de Cine del Área de Washington D. C.       | 6 de diciembre de 2021   | Mejor actriz                                   | Kristen Stewart                                                | Ganadora    | [ 42 ]        |
| Asociación de Críticos de Cine del Área de Washington D. C.       | 6 de diciembre de 2021   | Mejor Banda Sonora                             | Jonny Greenwood                                                | Candidato   | [ 42 ]        |
| Detroit Film Critics Society                                      | 6 de diciembre de 2021   | Mejor actriz                                   | Kristen Stewart                                                | Candidata   | [ 43 ]        |
| Boston Society of Film Critics                                    | 12 de diciembre de 2021  | Mejor Banda Sonora original                    | Jonny Greenwood                                                | Ganador     | [ 44 ]        |
| Women Film Critics Circle                                         | 13 de diciembre de 2021  | Mejor actriz                                   | Kristen Stewart                                                | Ganadora    | [ 45 ]        |
| Asociación de Críticos de Cine del Sureste                        | 13 de diciembre de 2021  | Mejor actriz                                   | Kristen Stewart                                                | Ganadora    | [ 46 ]        |
| Asociación de Críticos de Cine de Chicago                         | 15 de diciembre de 2021  | Mejor actriz                                   | Kristen Stewart                                                | Ganadora    | [ 47 ]        |
| Asociación de Críticos de Cine de Chicago                         | 15 de diciembre de 2021  | Mejor Banda Sonora original                    | Jonny Greenwood                                                | Candidato   | [ 47 ]        |
| Asociación de Críticos de Cine de Chicago                         | 15 de diciembre de 2021  | Mejor diseño de vestuario                      | Jacqueline Durran                                              | Ganadora    | [ 47 ]        |
| Asociación de Críticos de Cine de Los Ángeles                     | 18 de diciembre de 2021  | Mejor Música                                   | Jonny Greenwood                                                | Subcampeón  | [ 48 ]        |
| Asociación de Críticos de Cine de San Luis                        | 19 de diciembre de 2021  | Mejor actriz                                   | Kristen Stewart                                                | Ganadora    | [ 49 ]        |
| Asociación de Críticos de Cine de San Luis                        | 19 de diciembre de 2021  | Mejor Banda Sonora                             | Jonny Greenwood                                                | Candidato   | [ 49 ]        |
| Asociación de Críticos de Cine de San Luis                        | 19 de diciembre de 2021  | Mejor diseño de vestuario                      | Jacqueline Durran                                              | Subcampeona | [ 49 ]        |
| Asociación de Críticos de Cine de Dallas-Fort Worth               | 20 de diciembre de 2021  | Mejor actriz                                   | Kristen Stewart                                                | Ganadora    | [ 50 ]        |
| Círculo de Críticos de Cine de Dublín                             | 21 de diciembre de 2021  | Mejor actriz                                   | Kristen Stewart                                                | Subcampeona | [ 51 ]        |
| Círculo de Críticos de Cine de Dublín                             | 21 de diciembre de 2021  | Mejor fotografía                               | Claire Mathon                                                  | 4.º lugar   | [ 51 ]        |
| Círculo de críticos de cine de Florida                            | 22 de diciembre de 2021  | Mejor actriz                                   | Kristen Stewart                                                | Candidata   | [ 52 ]        |
| Círculo de críticos de cine de Florida                            | 22 de diciembre de 2021  | Mejor fotografía                               | Claire Mathon                                                  | Subcampeona | [ 52 ]        |
| Festival Internacional de Cine de Palm Springs                    | 6 de enero de 2022       | Premio Spotlight - Actriz                      | Kristen Stewart                                                | Ganadora    | [ 53 ]        |
| Premios Globo de Oro                                              | 9 de enero de 2022       | Mejor Actriz de drama                          | Kristen Stewart                                                | Candidata   | [ 54 ]        |
| Sociedad de Críticos de Cine de San Diego                         | 10 de enero de 2022      | Mejor Actriz                                   | Kristen Stewart                                                | Candidata   | [ 55 ]        |
| Círculo de Críticos de Cine del Área de la Bahía de San Francisco | 10 de enero de 2022      | Mejor Actriz                                   | Kristen Stewart                                                | Candidata   | [ 56 ]        |
| Círculo de Críticos de Cine del Área de la Bahía de San Francisco | 10 de enero de 2022      | Mejor Banda Sonora Original                    | Jonny Greenwood                                                | Candidato   | [ 56 ]        |
| Asociación de Críticos de Cine de Austin                          | 11 de enero de 2022      | Mejor Actriz                                   | Kristen Stewart                                                | Candidata   | [ 57 ]        |
| Asociación de Críticos de Cine de Austin                          | 11 de enero de 2022      | Mejor Banda Sonora Original                    | Jonny Greenwood                                                | Candidato   | [ 57 ]        |
| Georgia Film Critics Association                                  | 14 de enero de 2022      | Mejor Actriz                                   | Kristen Stewart                                                | Candidata   | [ 58 ]        |
| Georgia Film Critics Association                                  | 14 de enero de 2022      | Mejor Banda Sonora Original                    | Jonny Greenwood                                                | Candidato   | [ 58 ]        |
| Asociación de Críticos de Cine de Toronto                         | 16 de enero de 2022      | Mejor Actriz                                   | Kristen Stewart                                                | Subcampeona | [ 59 ]        |
| Sociedad de Críticos de Cine de Seattle                           | 17 de enero de 2022      | Mejor actriz en un papel principal             | Kristen Stewart                                                | Ganadora    | [ 60 ]        |
| Sociedad de Críticos de Cine de Seattle                           | 17 de enero de 2022      | Mejor diseño de vestuario                      | Jacqueline Durran                                              | Candidata   | [ 60 ]        |
| Sociedad de Críticos de Cine de Seattle                           | 17 de enero de 2022      | Mejor Banda Sonora Original                    | Jonny Greenwood                                                | Candidato   | [ 60 ]        |
| Sociedad de Críticos de Cine de Denver                            | 17 de enero de 2022      | Mejor actriz                                   | Kristen Stewart                                                | Ganadora    | [ 61 ]        |
| Sociedad de Críticos de Cine de Denver                            | 17 de enero de 2022      | Mejor Banda Sonora                             | Jonny Greenwood                                                | Candidato   | [ 61 ]        |
| Premios de la Sociedad de Críticos de Cine de Houston             | 19 de enero de 2022      | Mejor actriz                                   | Kristen Stewart                                                | Candidata   | [ 62 ]        |
| Premios de la Sociedad de Críticos de Cine de Houston             | 19 de enero de 2022      | Mejor Banda Sonora Original                    | Jonny Greenwood                                                | Candidato   | [ 62 ]        |
| Premios de la Sociedad de Críticos de Cine en Línea               | 24 de enero de 2022      | Mejor actriz                                   | Kristen Stewart                                                | Candidata   | [ 63 ]        |
| Premios de la Sociedad de Críticos de Cine en Línea               | 24 de enero de 2022      | Mejor Banda Sonora Original                    | Jonny Greenwood                                                | Candidato   | [ 63 ]        |
| Premios de la Sociedad de Críticos de Cine en Línea               | 24 de enero de 2022      | Mejor Diseño de Vestuario                      | Spencer                                                        | Candidato   | [ 63 ]        |
| Alianza de Mujeres Periodistas de Cine                            | 25 de enero de 2022      | Mejor actriz                                   | Kristen Stewart                                                | Candidata   | [ 64 ]        |
| Premios AACTA                                                     | 26 de enero de 2022      | Mejor Actriz                                   | Kristen Stewart                                                | Candidata   | [ 65 ]        |
| Premios AACTA                                                     | 26 de enero de 2022      | Mejor actriz de reparto                        | Sally Hawkins                                                  | Candidata   | [ 65 ]        |
| London Film Critics Circle                                        | 6 de febrero de 2022     | Actriz del año                                 | Kristen Stewart                                                | Candidata   | [ 66 ]        |
| Sociedad Internacional de Cinéfilos                               | 6 de febrero de 2022     | Mejor Película                                 | Spencer                                                        | 18.º lugar  | [ 67 ]        |
| Sociedad Internacional de Cinéfilos                               | 6 de febrero de 2022     | Mejor actriz                                   | Kristen Stewart                                                | Candidata   | [ 67 ]        |
| Sociedad Internacional de Cinéfilos                               | 6 de febrero de 2022     | Mejor fotografía                               | Claire Mathon                                                  | Candidata   | [ 67 ]        |
| Sociedad Internacional de Cinéfilos                               | 6 de febrero de 2022     | Mejor Banda Sonora                             | Jonny Greenwood                                                | Candidato   | [ 67 ]        |
| Hollywood Critics Association                                     | 28 de febrero de 2022    | Mejor Película                                 | Spencer                                                        | Candidato   | [ 68 ]        |
| Hollywood Critics Association                                     | 28 de febrero de 2022    | Mejor director                                 | Pablo Larraín                                                  | Candidato   | [ 68 ]        |
| Hollywood Critics Association                                     | 28 de febrero de 2022    | Mejor actriz                                   | Kristen Stewart                                                | Ganadora    | [ 68 ]        |
| Hollywood Critics Association                                     | 28 de febrero de 2022    | Mejor diseño de vestuario                      | Jacqueline Durran                                              | Candidata   | [ 68 ]        |
| Hollywood Critics Association                                     | 28 de febrero de 2022    | Mejor Banda Sonora Original                    | Jonny Greenwood                                                | Candidato   | [ 68 ]        |
| Hollywood Critics Association                                     | 28 de febrero de 2022    | Mejor fotografía                               | Claire Mathon                                                  | Candidata   | [ 68 ]        |
| Hollywood Critics Association                                     | 28 de febrero de 2022    | Mejor diseño de producción                     | Guy Hendrix Dyas y Yesim Zolan                                 | Candidatos  | [ 68 ]        |
| Hollywood Critics Association                                     | 28 de febrero de 2022    | Mejor película Indie                           | Spencer                                                        | Candidato   | [ 68 ]        |
| Premios de la Crítica Cinematográfica                             | 13 de marzo de 2022      | Mejor Actriz                                   | Kristen Stewart                                                | Candidata   | [ 69 ]        |
| Premios de la Crítica Cinematográfica                             | 13 de marzo de 2022      | Mejor Compositor de Banda Sonora               | Jonny Greenwood                                                | Candidato   | [ 69 ]        |
| Premios Dorian                                                    | 17 de marzo de 2022      | Mejor actuación cinematográfica                | Kristen Stewart                                                | Ganadora    | [ 70 ] [ 71 ] |
| Premios Dorian                                                    | 17 de marzo de 2022      | Mejor música de cine                           | Jonny Greenwood                                                | Candidato   | [ 70 ] [ 71 ] |
| Premios Óscar                                                     | 27 de marzo de 2022      | Mejor Actriz                                   | Kristen Stewart                                                | Candidata   | [ 72 ]        |
| Premios de cine Gold Derby                                        | Marzo de 2022            | Mejor Actriz                                   | Kristen Stewart                                                | Pendiente   | [ 73 ]        |
| Premios de cine Gold Derby                                        | Marzo de 2022            | Mejor Fotografía                               | Claire Mathon                                                  | Pendiente   | [ 73 ]        |
| Premios de cine Gold Derby                                        | Marzo de 2022            | Mejor Diseño de Vestuario                      | Jacqueline Durran                                              | Pendiente   | [ 73 ]        |
| Premios de cine Gold Derby                                        | Marzo de 2022            | Mejor Maquillaje y Peluquería                  | Wakana Yoshihara, Sian Wilson, Stacey Panepinto y Nicola Isles | Pendiente   | [ 73 ]        |
| Premios de cine Gold Derby                                        | Marzo de 2022            | Mejor Banda Sonora Original                    | Jonny Greenwood                                                | Pendiente   | [ 73 ]        |
| Premios Satellite                                                 | 2 de abril de 2022       | Mejor Película dramática                       | Spencer                                                        | Pendiente   | [ 74 ]        |
| Premios Satellite                                                 | 2 de abril de 2022       | Mejor Actriz en una Película dramática         | Kristen Stewart                                                | Pendiente   | [ 74 ]        |
| Premios Satellite                                                 | 2 de abril de 2022       | Mejor dirección de arte y diseño de producción | Guy Hendrix Dyas y Yesim Zolan                                 | Pendiente   | [ 74 ]        |
| Premios Satellite                                                 | 2 de abril de 2022       | Mejor diseño de vestuario                      | Jacqueline Durran                                              | Pendiente   | [ 74 ]        |
| Premios Satellite                                                 | 2 de abril de 2022       | Mejor música original                          | Jonny Greenwood                                                | Pendiente   | [ 74 ]        |

### Listas de top diez
Spencer figuraba en las diez listas de los diez mejores críticos para 2021.
- 1.ª – Owen Gleiberman, Variety
- 1.ª – Steve Davis, The Austin Chronicle
- 4.ª – Christy Lemire, RogerEbert.com
- 5.ª – Peter Howell, Toronto Star
- 5.ª – Donald Clarke y Tara Brady, The Irish Times
- 5.ª – John Beifuss, The Commercial Appeal
- 6.ª – Leah Greenblatt, Entertainment Weekly
- 6.ª – Jon Frosch, The Hollywood Reporter
- 6.ª – Robert Daniels, RogerEbert.com
- 7ta – Marya E. Gates, RogerEbert.com
- 8.ª – Phil de Semlyen y Andy Kryza, Time Out
- 9.ª – Lovia Gyarkye, The Hollywood Reporter
- 9.ª – Trace Sauveur, The Austin Chronicle
- 9.ª – Robbie Collin, The Daily Telegraph
- 9.ª – Jesse Hassenger, The A.V. Club
- 9.ª – Exclaim!
- 10.ª – Manohla Dargis, The New York Times
- 10.ª – Chris Hewitt , Star Tribune
- Top 10 (enumerados alfabéticamente, no clasificados) – Bill Goodykoontz, Arizona Republic
- Top 10 (enumerados alfabéticamente, no clasificados) – Paul Whitington, Irish Independent
- Top 10 (enumerados alfabéticamente, no clasificados) – Ryan Gilbey, New Statesman
- Top 10 (enumerados alfabéticamente, no clasificados) – Jennifer M. Wood, Wired